# Wood and Water
Wood and Water ist ein Filmdrama von Jonas Bak, das im Juni 2021 im Rahmen der Internationalen Filmfestspiele Berlin seine Premiere feierte.

## Handlung

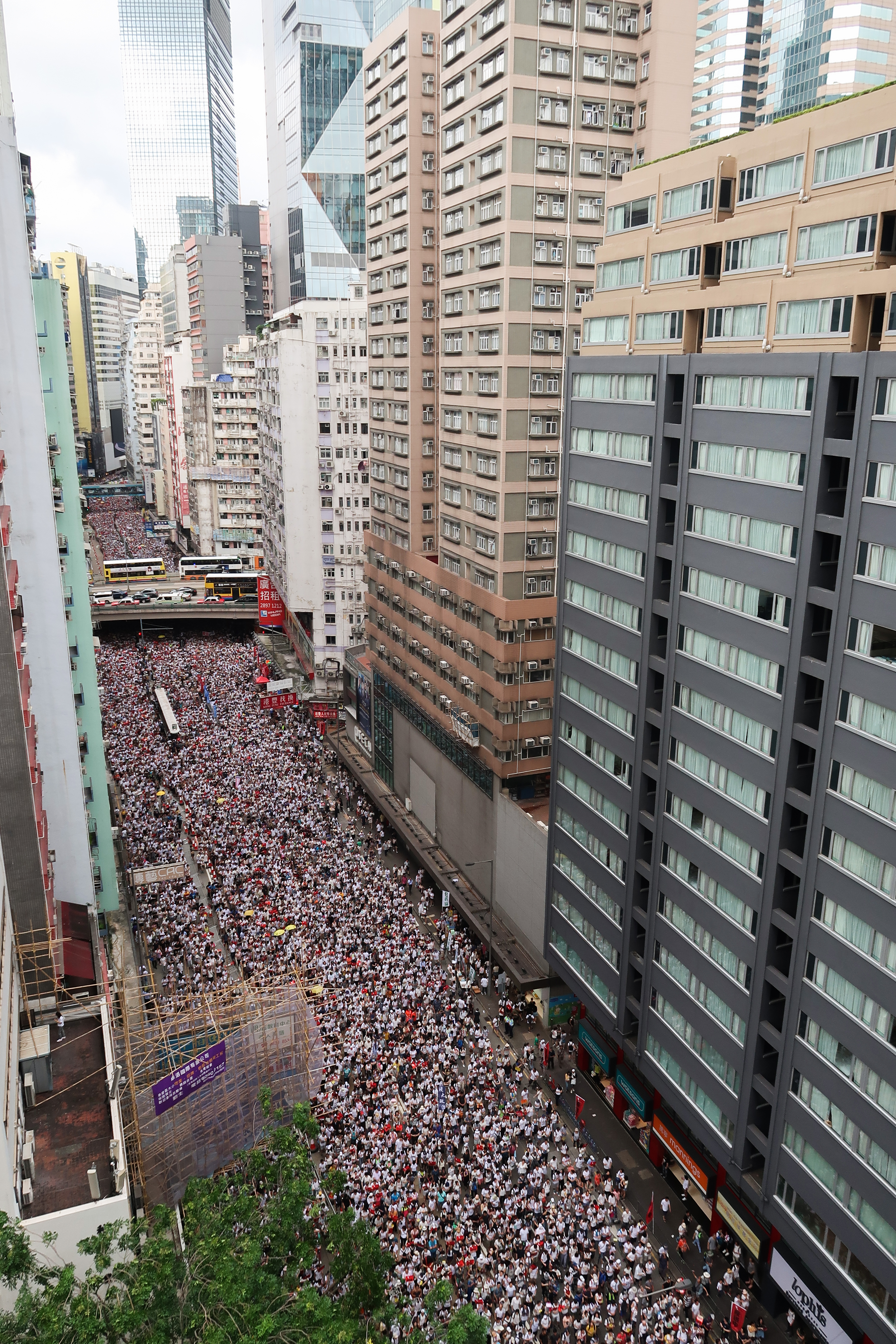
Anke kommt während der Straßenproteste nach Hongkong

Nach ihrem letzten Arbeitstag im Pfarramt einer Kirche im Schwarzwald ist Anke Rentnerin. Ihr Mann ist bereits verstorben, und sie freut sich auf einen gemeinsamen Sommerurlaub mit ihren Kindern an der Ostsee. Da ihr in Hongkong lebender Sohn Max jedoch kurzfristig absagt, weil die dortigen Proteste den Flughafen lahmgelegt haben, fasst Anke den Entschluss, zu ihm zu fliegen.
Nach einer ersten Nacht in einem Share Room, den sie sich mit zwei Frauen teilt, begibt sie sich am Morgen mit ihrem kleinen, roten Rollkoffer zu dem Appartementkomplex in Wan Chai und erhält vom Portier die Schlüsselkarte für die Wohnung ihres Sohnes, in der sie während seiner Abwesenheit lebt. Von ihrem Fenster aus kann sie die Massen der Protestierenden sehen, die mit ihren Regenschirmen durch die Straßen ziehen.
Anke ist offen für neue Erfahrungen. So probiert sie gemeinsam mit dem Portier echtes chinesisches Essen, erkundet auf eigene Faust die für sie fremde Stadt und lernt einige Bewohner kennen. Sie besucht verschiedene religiöse Orte und einen Wahrsager, der ihr erklärt, sie als am 4. Juli 1960 Geborene sei dem Element Wasser zuzuordnen, das ihr Schicksal bestimmt. Ihr Mangel an Holz sei der Grund, weshalb ihre Kinder davonflögen, daher solle sie in die Nähe des Waldes ziehen.

## Produktion
Regie führte Jonas Bak, der auch das Drehbuch schrieb. Die Idee des Films basiert lose auf dem biblischen Gleichnis vom Verlorenen Sohn, erzählt aus der Perspektive einer Mutter. Baks eigene Mutter übernahm diese Rolle.
Der Film wurde im Juni 2021 im Rahmen der Internationalen Filmfestspiele Berlin in der Sektion Perspektive Deutsches Kino vorgestellt und feierte hier seine Weltpremiere. Im Dezember 2021 steht der Film auf dem Programm des ArteKino-Festivals.

## Rezeption

### Kritiken
Der Film konnte alle bei Rotten Tomatoes aufgeführten Kritiker überzeugen. Die durchschnittliche Wertung lag bei 6,8/10.
Ralf Schenk vom Filmdienst schreibt, Jonas Bak habe den Film wie ein Märchen inszeniert, und Alex Grigoras habe mit seiner 16-mm-Kamera zauberisch-metaphorische Bilder gefunden. Die bevorzugte Einstellungsgröße in Hongkong ist zunächst die Totale, und Ankes Blicke aus dem Hochhausfenster hinunter auf die ferne Straße und die Demonstranten im Hintergrund wirkten zunächst völlig unbeteiligt, was ein wenig wie in E. T. A. Hoffmanns Erzählung Des Vetters Eckfenster sei, so Schenk: „Die Verbindung zum Leben beginnt mit der Kunst zu schauen.“ Ankes Hongkonger Begegnungen changierten dabei zwischen Dokumentarfilm und Fiktion, und Baks kontemplative, traumwandlerische Beobachtungen, so schlicht und unspektakulär sie auch wirken mögen, behaupteten eine eigentümliche Schönheit und Sanftheit.

### Auszeichnungen (Auswahl)
Cork International Film Festival 2021
- Lobende Erwähnung der Youth Jury (Jonas Bak)[8]

Fünf Seen Filmfestival 2021
- Nominierung als Beste Regiedebüt für den Young Cinema Award (Jonas Bak)[9]

Internationale Filmfestspiele Berlin 2021
- Lobende Erwähnung beim Preis Perspektive Deutsches Kino (Jonas Bak)
- Nominierung als Bester Debütfilm (Jonas Bak)

Valladolid International Film Festival 2021
- Nominierung als Bester Spielfilm (Jonas Bak)[10]